# St. Vitus (Stockdorf)

Außenansicht der neuen St.-Vitus-Kirche

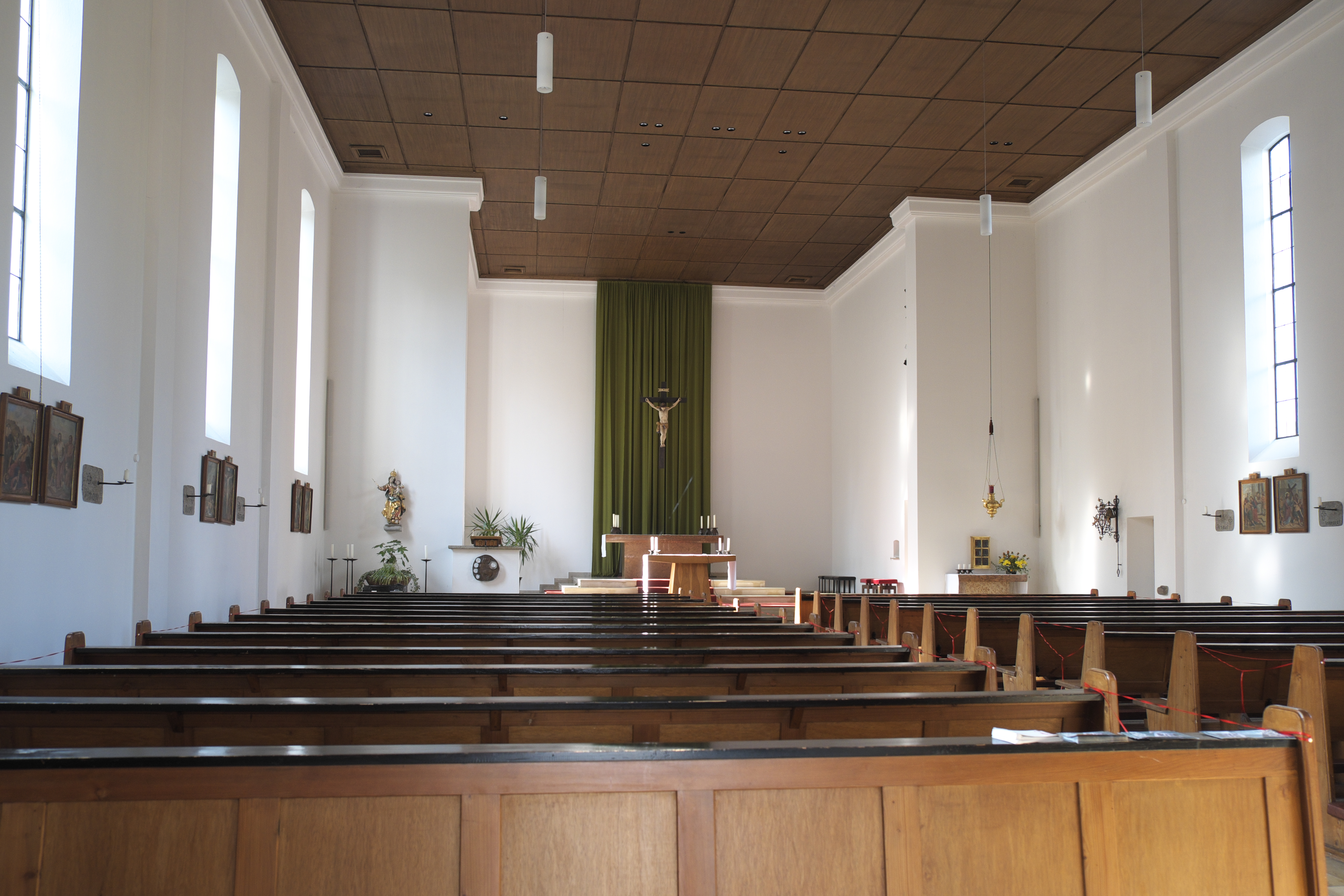
Blick zum Altar

Blick zur Orgel

Die römisch-katholische Pfarrkirche St. Vitus in Stockdorf, einem Ortsteil der Gemeinde Gauting, wurde 1953 errichtet. Die Pfarrei gehört seit 2014 zum Pfarrverband im Würmtal und wird seit 2024 vom Gräfelfinger Pfarrer betreut.

## Geschichte

### Vorgeschichte
Stockdorf gehörte kirchenrechtlich seit dem Mittelalter zu Gauting und hatte deshalb nur eine Filialkirche. Dies änderte sich nach dem Zweiten Weltkrieg, als sich die Bevölkerung Stockdorfs verdoppelte. So gab es seit 1947 Bestrebungen, kirchliche Eigenständigkeit zu erlangen. Ab 1949 wurde Stockdorf dann Pfarrkuratie und erhielt als ersten Pfarrer Josef Goldbrunner, der bereits zuvor in Stockdorf Gottesdienste gehalten hatte. Erst 1957 wurde Stockdorf zur Pfarrei erhoben. Seit 2015 gehört die Gemeinde zusammen mit St. Elisabeth zum Pfarrverband im Würmtal.

### Kirchenbau
Im Jahr 1951 wurden der Bauplatz und einige Holzhäuser von der Gemeinde Gauting erworben. Konkret wurde Kirchenwald im Osten Stockdorfs gegen den ehemaligen Sportplatz des TV Stockdorf als Bauplatz getauscht. Zusätzlich wurde eine Ausgleichszahlung in Höhe von 13.825 DM an die Gemeinde geleistet. Hiervon wurden 3.825 DM als Spende an den Kirchenbauverein verrechnet.
Die Arbeiten begannen am 21. April 1952, die Grundsteinlegung durch Weihbischof Johannes Neuhäusler erfolgte am 14. Juni und am 3. Juli wurde das Richtfest gefeiert. Im August malte Erich Schickling das Bildnis des Heiligen Vitus auf die Ostfassade. Am 1. November 1953 fand die Kirchweihe durch Joseph Kardinal Wendel statt.
Der Bau der Kirche kostete unter 300.000 DM. Die Innenausstattung wie Kirchenbänke oder die Orgel wurden aus Spenden finanziert.
Das Pfarrheim mit dem Kindergarten wurde 1968 fertiggestellt. Auf dem Vorplatz gestaltete Thomas Heyl ein Labyrinth.

## Architektur
Die Kirche ist nach den Plänen des Regierungsbaumeisters Hans Heps erbaut. Der Plan war eigentlich für den Bauwettbewerb Schliersee–Josefsthal entworfen und der Pfarrei vom Ordinariat angeboten worden. Er wurde wohl aus zeitlichen und finanziellen Gründen angenommen. Aufgrund dieser Entscheidung liegt der Haupteingang versetzt nach rechts an der Rückwand des Kirchenschiffs und nicht genau mittig. Auch ist die Kirche nach Südosten und nicht nach Osten ausgerichtet.
Der 35 Meter hohe Turm ist auf das hintere Ende der Kirche aufgesetzt und hat ein Rhombendach. Das Kirchenschiff selbst hat ein tief nach unten gezogenes Satteldach.

## Ausstattung

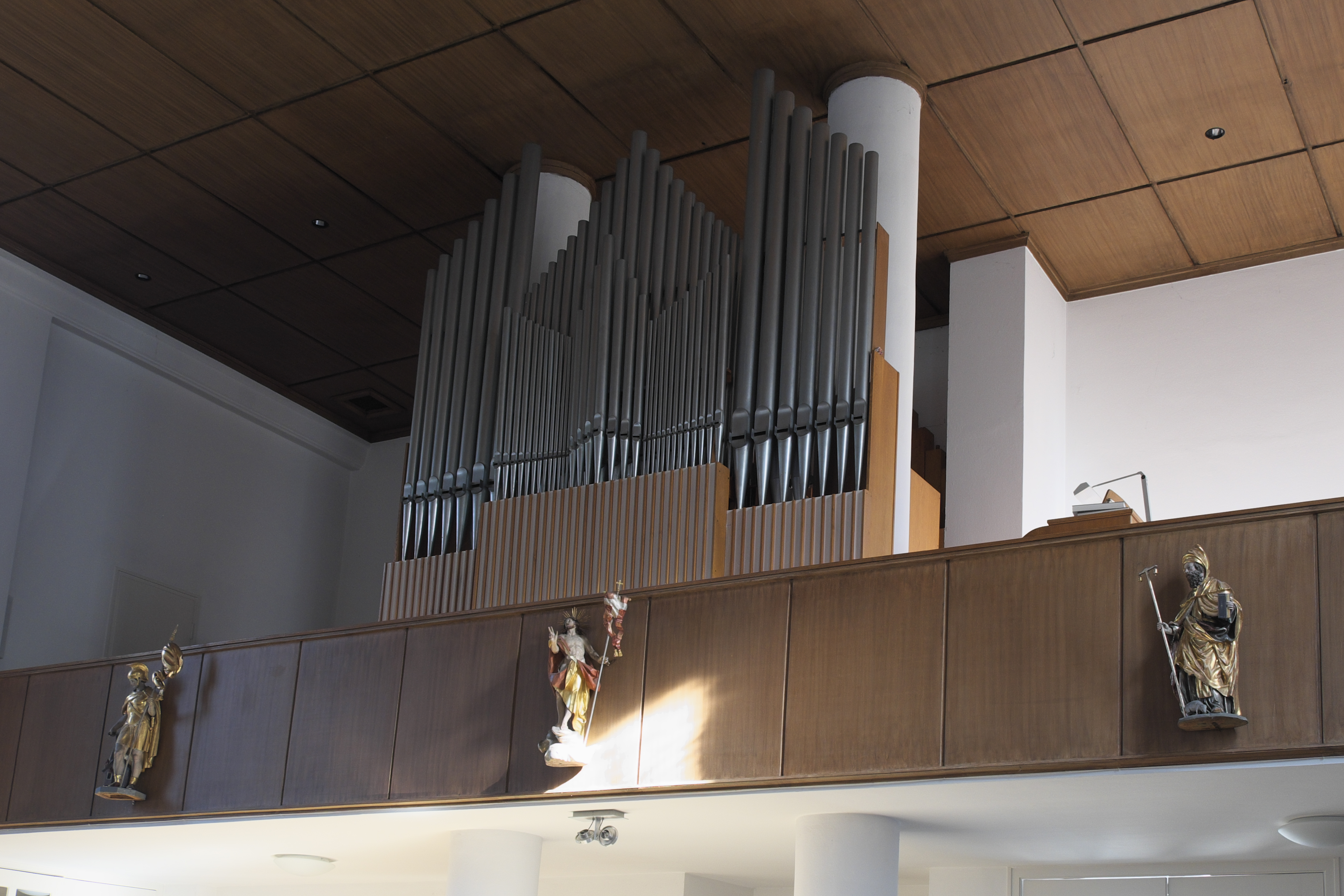
Empore mit Orgel von Julius Zwirner

Am 9. Dezember 1962 wurde die Orgel eingeweiht. Sie wurde vom Orgelbauer Julius Zwirner aus München angefertigt und beinhaltet 991 Pfeifen.
Altartisch, Apostelleuchter und Kreuzweg wurden von Johannes Dumanski und Hans Kreuz gestaltet. Das Altarkreuz aus dem 16. oder 17. Jahrhundert ist eine Stiftung. Der Altartisch aus rötlichem Ruhpoldinger Marmor steht ein Stück weit vor der Rückwand und wurde erst ab 1964 als Volksaltar benutzt. Der Kreuzweg ist mit Bildern im nazarenischen Stil ausgestattet und befand sich zuvor in der alten St.-Vitus-Kirche. Das achteckige Taufbecken aus Veroneser Marmor wurde 1987/88 von Hubert Elsässer gestaltet. Es zeigt vier Wasserszenen aus der Bibel: Gott als Taube über dem Wasser (Gen 1,1–2), Noah vor der Sintflut (Gen 9, 11), Moses schlägt Wasser aus dem Berg (Ex 17, 6) sowie Jesus und die Samariterin am Brunnen (Joh 4, 25). Der Tabernakel mit sechs Emailetafeln von 1953 stammt von Herbert Porschet. An der Vorderseite der Empore hängen Figuren des auferstandenen Christus, des heiligen Florian und des heiligen Antonius.
Die drei Kirchenglocken wurden von Otto, Wilhelm und Lina Baier gestiftet und tragen deren Initialen:
- Gis 400 kg: Zu uns komme Dein Reich St. Vitus O.B. 1953
- H 250 kg: Unser tägliches Brot gib uns heute St. Antonius W.B. 1953
- Cis 170 kg: Friede den Menschen auf Erden St. Maria L.B. 1953[10][4]

St. Vitus mit Hahn
Madonna mit Kind
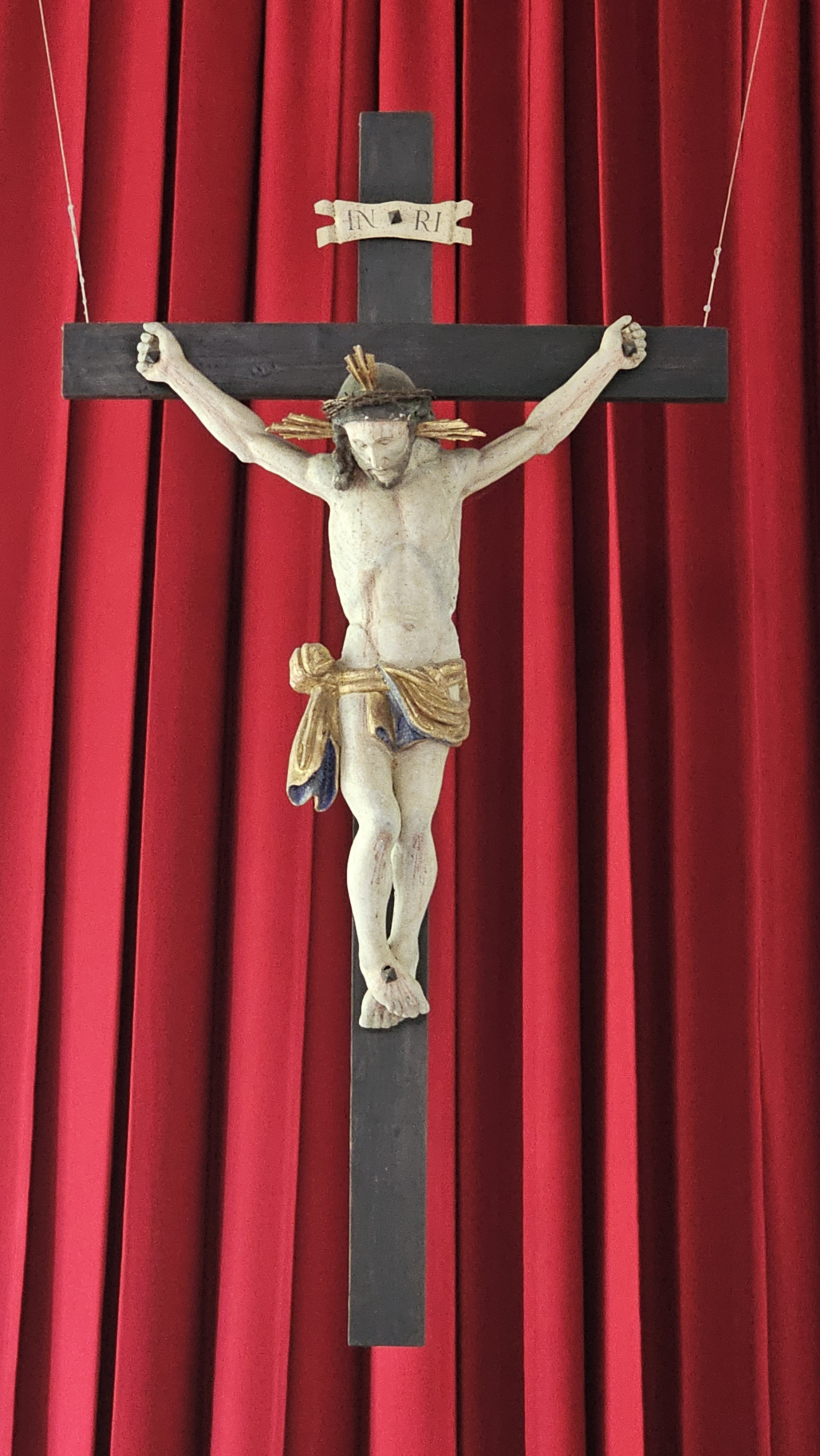
Kruzifix
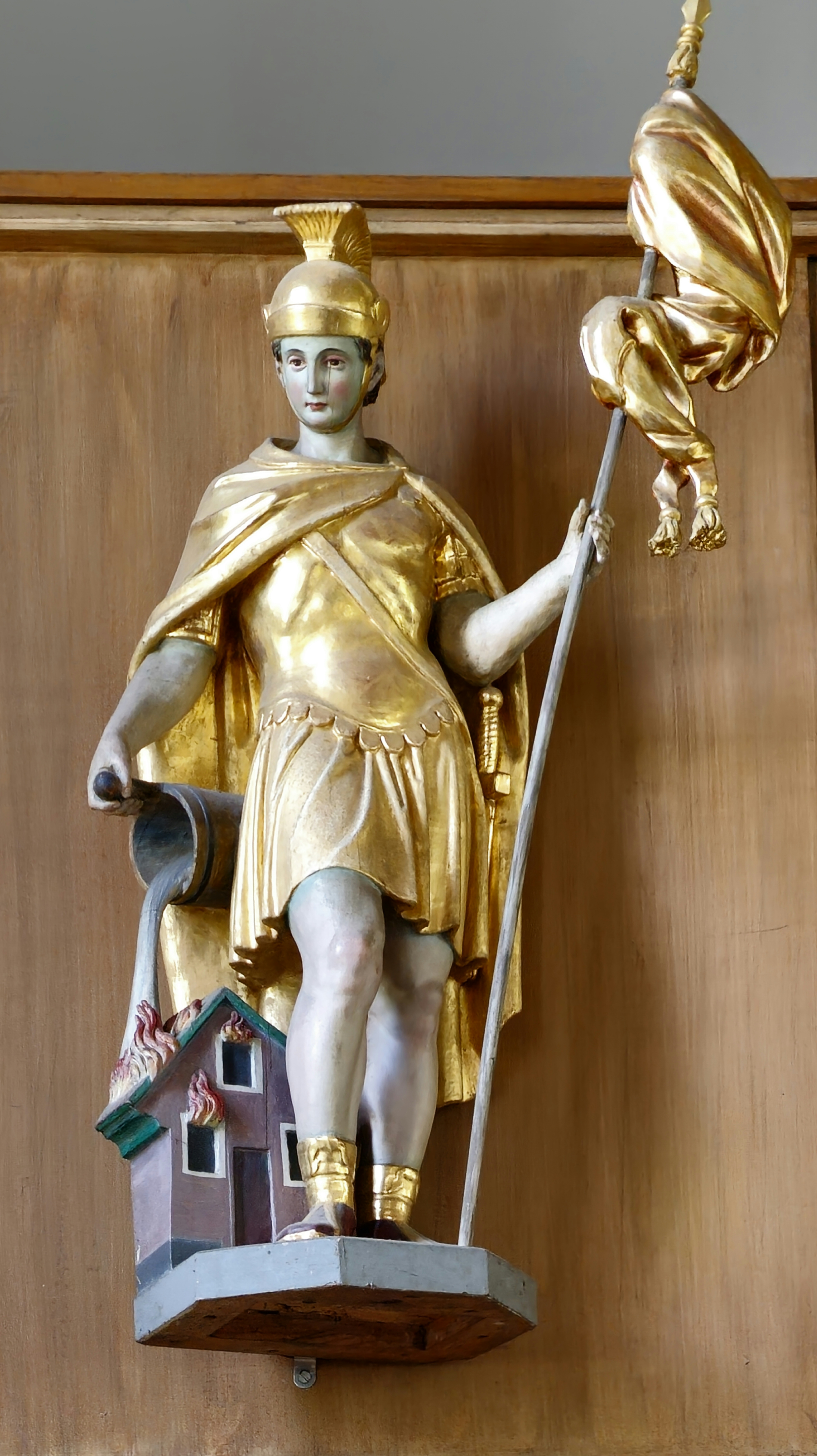
Hl. Florian (19. Jahrhundert)
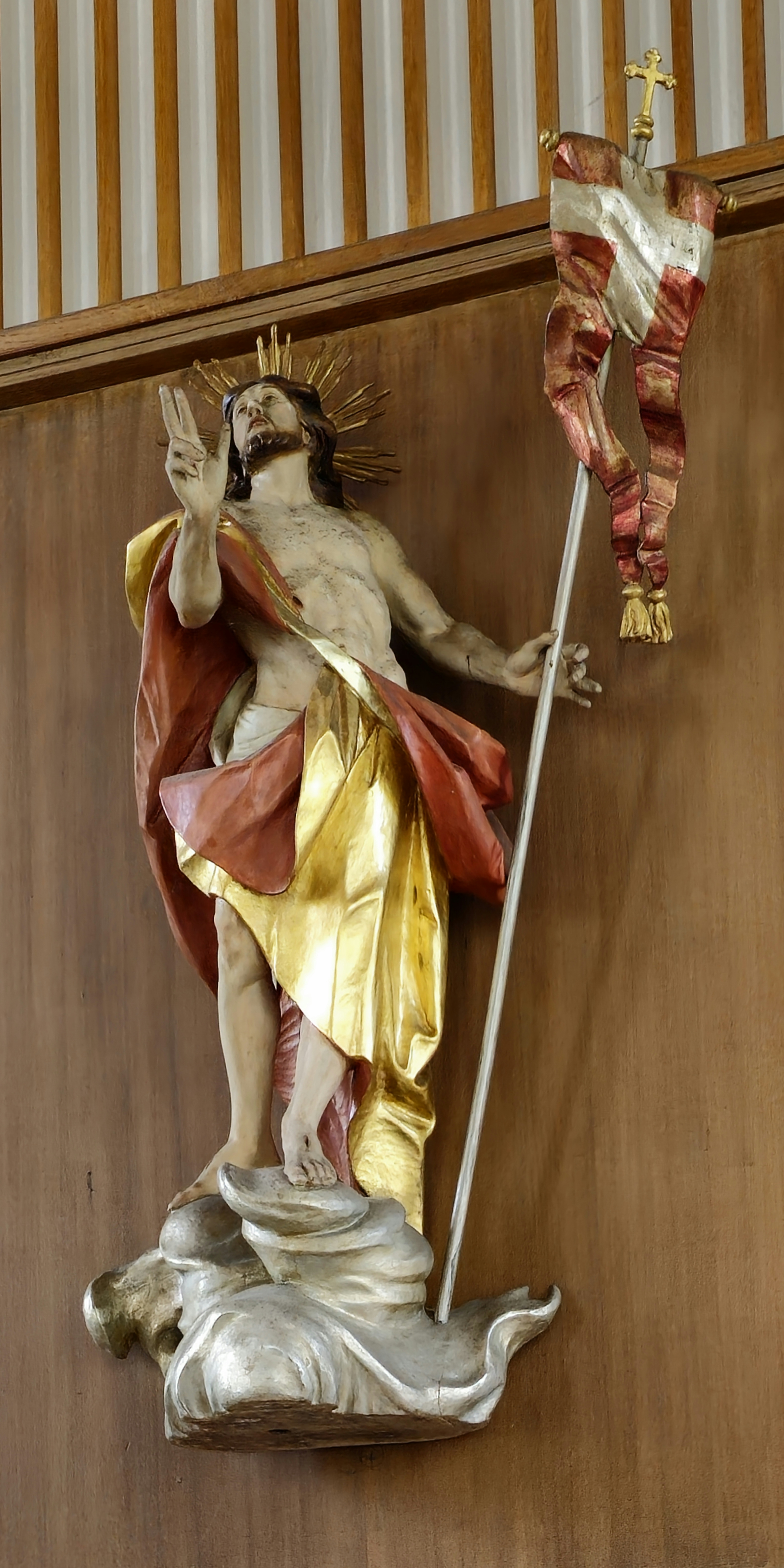
Auferstandener Christus
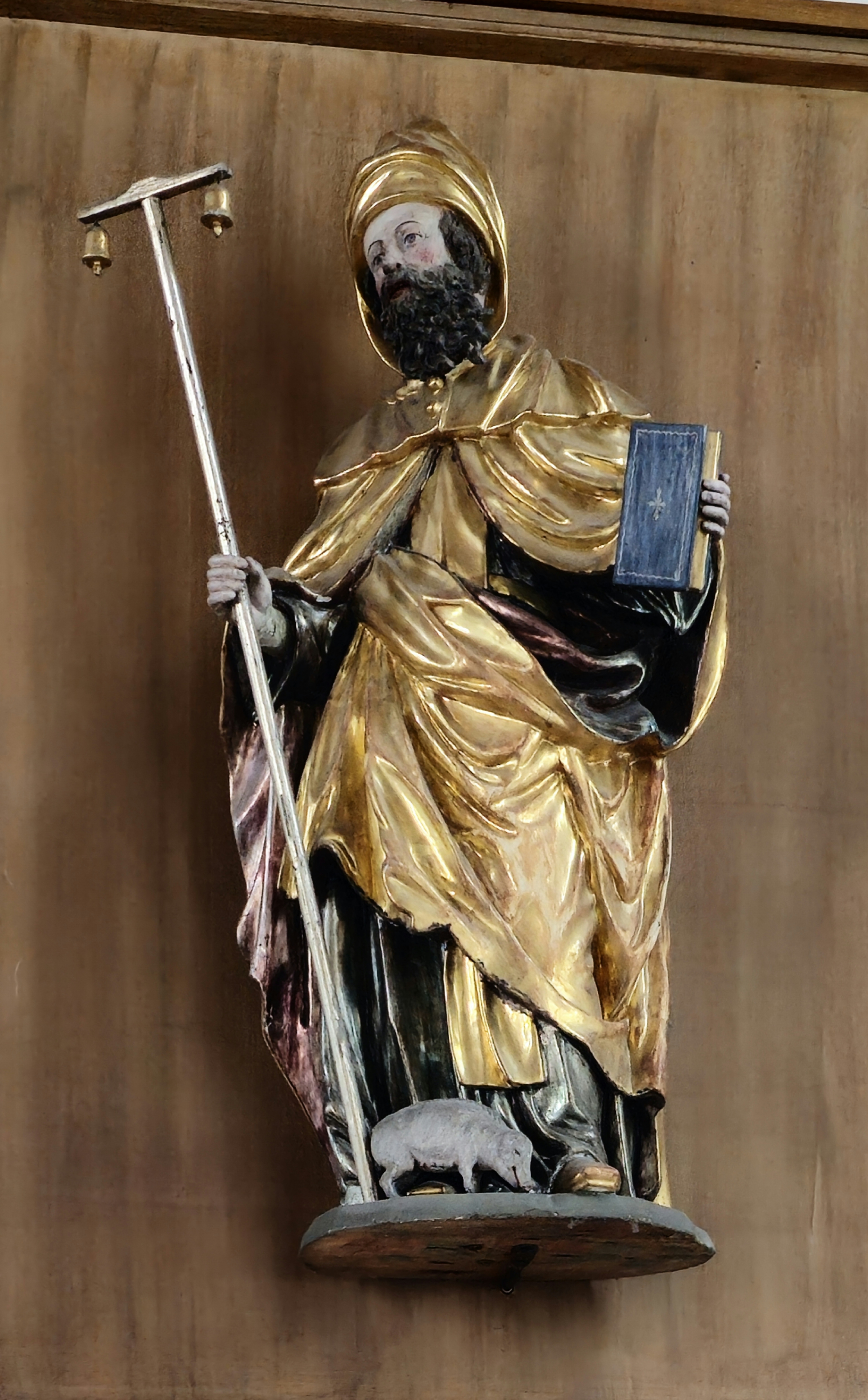
Hl. Antonius

## Pfarrer
- 1957–1958: Josef Goldbrunner: Ab 1949 Pfarrkurat und dann später Pfarrer[11]
- 1959–1971: Andreas Sirtl: Verantwortlich für den Bau des Pfarrzentrums ab 1966[11]
- 1971–1997: Reinhold Metzger[12]
- 1997–2014: Werner Eichinger (* 1948): Modernisierung des Pfarrzentrums[13]
- 2014–2015: Anicet Mutonkole: Pfarradministrator[12]
- 2015–2024: Johannes von Bonhorst (* 1963): Leiter des Pfarrverband im Würmtal, bestehend aus den Gemeinden Planegg und Stockdorf[3][14]
- Seit 2024: Markus Zurl (Pfarradministrator; Pfarrer von St. Stefan, Gräfelfing)[15][16]